# Дежарден, Поль
Поль Маргери́т Кана́т-Дежарде́н (фр. Paule Marguerite Canat-Desjardins; 19 апреля 1929, Кале — 31 декабря 2007, Мийо) — французская певица и модельер. Представительница Франции на конкурсе песни «Евровидение-1957».

## Биография
Родилась 19 апреля 1929 года в Кале.
В 1957 году была выбрана французским национальным вещателем RTF с песней «La belle amour», чтобы представить Францию на втором конкурсе песни «Евровидение», проходившем в немецком Франкфурте-на-Майне, где она заняла второе место, набрав 17 баллов.
В начале 1960-х годов она завершила музыкальную карьеру, вышла замуж за французского промышленника Шарля Каната и стала дизайнером одежды в компании мужа «Canat» в Мийо. В течение дальнейших 33 лет она отвечала за разработку новых линий одежды — в частности, создавала одежду для дома, костюмы для бега, купальные халаты, нижнее бельё и летние платья.
Скончалась 31 декабря 2007 года в Мийо в возрасте 78 лет, спустя 30 дней после смерти своего мужа.

## Личная жизнь
- Муж — Шарль Канат (1921—2007), промышленник. Поженились в начале 1960-х годов.
  - Сын — Жоэль Канат.

## Дискография

### Синглы
- 1956 — «Sentimental strip-tease»
- 1956 — «Toi, c’est vrai»
- 1957 — «Ca va, ca va»
- 1957 — «Dalilah»
- 1957 — «Il est la»
- 1957 — «La belle amour»
- 1957 — «La chanson de Lima»
- 1957 — «Les Blue Stars»
- 1957 — «Mademoiselle de Paris»
- 1958 — «Diana»
- 1958 — «J'm'en Fous je t'Aime»
- 1958 — «Ça ne Sert à Rien»
- 1961 — «Bye… bye… baby…!»
- 1962 — «Mourir au printemps»